# FC Ajka
FC Ajka – węgierski klub piłkarski, mający siedzibę w mieście Ajka. Od sezonu 2018/2019 klub uczestniczy w rozgrywkach Nemzeti Bajnokság II. Klub został założony w 1923 roku.

## Historia

### Chronologia nazw
- 1923: Ajkai Sportegyesület
- 1968:Ajkai Alumínium SK
- 1987: Ajkai Hungalu SE/SK
- 1993: Ajkai Labdarúgó Club
- 1994: Ajkai SE
- 2001: FC Ajka

### Powstanie klubu
Klub powstał w 1923 roku pod nazwą Ajkai Sportegyesület (Stowarzyszenie Sportowe Ajka). Stadion, z którego klub korzysta do dziś, zbudowano w 1948. 

## Skład na sezon 2021/2022
Stan na 2 lutego 2022
| Nr | Poz. | Piłkarz         |
| -- | ---- | --------------- |
| 1  | BR   | Márton Balogh   |
| 2  | OB   | Dominik Rózsás  |
| 5  | OB   | Zoltán Kenderes |
| 7  | NA   | Filip Dragóner  |
| 8  | OB   | Kevin Berzsenyi |
| 10 | NA   | Botond Földi    |
| 11 | OB   | Ádám Présinger  |
| 12 | BR   | Dániel Horváth  |
| 13 | OB   | Gyula Csemer    |
| 14 | NA   | Bálint Gaál     |
| 15 | NA   | Benjámin Szabó  |
| 16 | OB   | Tibor Heffler   |
| 17 | OB   | Dávid Görgényi  |
| 18 | NA   | Viktor Sejben   |

| Nr | Poz. | Piłkarz           |
| -- | ---- | ----------------- |
| 19 | PO   | Zoltán Csizmadia  |
| 20 | OB   | Gergely Tóth      |
| 22 | PO   | Tamás Tajthy      |
| 24 | NA   | Benedek Murka     |
| 25 | NA   | László Vizler     |
| 27 | NA   | Ákos Szarka       |
| 29 | OB   | Kristóf Szűcs     |
| 30 | OB   | Roland Lehoczky   |
| 31 | PO   | Dávid Stoiacovici |
| 32 | PO   | Ronnie Roberts    |
| 33 | NA   | Márk Orosz        |
| 34 | OB   | Zsolt Tar         |
| 97 | BR   | István Szabados   |